# Angela Davis
Angela Yvonne Davis (Birmingham, Alabama, 1944. január 26. –) amerikai újbaloldali filozófus, a hippi-korszak egyik emblematikus szereplője.

## Pályakép
Davis Alabamában nőtt fel, ahol akkoriban még az afroamerikaiak szabályozott rasszista elkülönítést szenvedtek el. Innen a liberális San Franciscóba került egyetemre, ahol a legkiválóbb tanároktól, köztük az újbaloldali Herbert Marcuse-től tanult filozófiát, de járt a frankfurti Goethe Egyetemre és a Kelet-Berlini Humboldt Egyetemre is, ahol doktori címet is szerzett. Az amerikai egyetem elvégzése után oktató lett ugyanott. Tagja lett az Egyesült Államok Kommunista Pártjának is. 1962-ben részt vett a Helsinkiben tartott Világifjúsági és diáktalálkozón, ami az amerikai hatóságok figyelmét is felkeltette.
1970-ben részt vett szerelme testvérének fegyveresen elkövetett börtönszabadítási kísérletében, ezért el kellett hagynia az egyetemet. Ronald Reagan – akkori kaliforniai kormányzó – ezt mondta: „Ez a nő soha többé nem állhat katedrára Kaliforniában.”
A szabadítási kísérletnek négy halottja volt, Davis ezután bujkálásra kényszerült. Az FBI által leginkább keresett tíz bűnöző egyike volt. Elfogása után tizenhat hónapot töltött előzetes letartóztatásban, majd bűnszövetségben elkövetett emberölés vádjával bíróság elé került. Állítólag tőle kapták a többiek a fegyvereket. E vád alól nem sikerült tökéletesen tisztáznia magát, de az esküdtszék a növekvő hazai és nemzetközi tiltakozó mozgalom hatására 1972-ben felmentette.
Ezt követően sok országban megfordult ama szervezetek meghívására, melyek a kiszabadításáért küzdöttek. Járt a Szovjetunióban és Magyarországon is. A baloldali értelmiség, a diákmozgalmak ifjúsága és a kommunista országok ünnepelték. A múlt század hetvenes éveinek egyik sztárja volt Ernesto Che Guevara, Daniel Cohn-Bendit, Joan Baez és Bob Dylan mellett. A szocialista béke megteremtése érdekében kifejtett tevékenységéért a Szovjetunió Nemzetközi Lenin-békedíjjal tüntette ki.
1980-ban az amerikai Kommunista Párt alelnökjelöltje volt, de csak 0,02%-ot kapott. Visszatért a kaliforniai egyetemre, és férjhez ment egy afroamerikai egyetemi tanárhoz, de pár év múlva elváltak.
1991-ben kilépett a Kommunista Pártból, mert az támogatta a Szovjetunió felbomlása idején történt Gorbacsov elleni puccskísérletet, ezért Davis többedmagával saját platformot hozott létre, de kapcsolata a párttal nem szűnt meg.
Ma a Kaliforniai Egyetem Santa Cruz-i részlegében a társadalmi tudat, a közgondolkodás történetének professzora. Foglalkozik kulturális és zenei témákkal, a feminizmussal, a fekete nők egyenjogúságával. Elnöknője egy, a börtönök megszüntetéséért harcoló mozgalomnak.
Leszbikusságát 1997-ben vállalta fel az Out magazin hasábjain.
Önéletrajza Életem címmel magyarul is megjelent 1977-ben.
2019-ben, az Amerikai Kommunista Párt alapításának 100. évfordulójának alkalmából levélben méltatta a szervezetet és ideológiáját, itt úgy fogalmazott, hogy a „szocializmus az egyetlen jövő hazánk és a bolygó számára.”

## Magyarul megjelent művei
- Angela Davis beszél; ford., jegyz. Várkonyi Tibor; Kossuth, Bp., 1971
- Életem; ford. Falvay Mihály; Európa, Bp., 1977 (Emlékezések) ISBN 9630710579